# Gabriel Tarde
Gabriel Tarde (franceză: [taʁd]; nume complet Jean-Gabriel De Tarde; n. 12 martie 1843, Sarlat, Aquitaine, Franța – d. 13 mai 1904, Paris, Franța) a fost un sociolog, criminolog și psiholog social francez care a conceput sociologia ca fiind bazată pe mici interacțiuni psihologice dintre indivizi, forțele fundamentale fiind imitația și inovația.

## Biografie
Tarde s-a născut în localitatea Sarlat din provincia Dordogne și a studiat dreptul la Toulouse și Paris. Din 1869 până în 1894 a lucrat ca magistrat și judecător de instrucție în provincie. În 1880 el a corespondat cu reprezentanți ai antropologiei penale (știință nou formată), mai ales cu italienii Enrico Ferri și Cesare Lombroso și cu psihiatrul francez Alexandre Lacassagne. Împreună cu acesta din urmă, Tarde a devenit un conducător reprezentativ al „școlii franceze” de criminologie. În 1900 a fost numit profesor de filosofie modernă la Collège de France. În această calitate, el a fost cel mai important critic contemporan al sociologiei lui Durkheim.

## Activități
Printre conceptele pe care Tarde le-a inițiat a fost conștiința colectivă (preluat și dezvoltat de către Gustave Le Bon și, uneori, întrebuințat pentru a explica așa-numitul comportament de turmă sau psihologia mulțimilor) și psihologia economică, unde el a anticipat o serie de evoluții moderne. Tarde a fost foarte critic față de activitatea lui Émile Durkheim la nivel de teorie și de metodologie. Cu toate acestea, sociologia lui Durkheim a umbrit viziunea lui Tarde, dar unii oameni de știință americani, precum cei din școala de la Chicago, au  preluat teoriile sale și le-au făcut celebre.

### Criminologie
Tarde a fost preocupat de criminologie și de baza psihologică a comportamentului infracțional în timp ce lucra ca magistrat în serviciul public. El a criticat conceptul de delicvent atavic elaborat de Cesare Lombroso. Studiile criminologice ale lui Tarde au servit ca bază a studiilor sale sociologice ulterioare.
Tarde a subliniat, de asemenea, tendința criminalului de a reveni la locul crimei și de a repeta crima, ceea ce el a considerat-o ca parte a unui proces mai larg de repetiție compulsivă.

### Imitație
Tarde a considerat imitația, conștientă și inconștientă, ca o trasătură interpersonală fundamentală, având ca situație primară imitarea părinților de către copii, bazată pe prestigiu.
Tarde a subliniat importanța exemplului creativ în societate, argumentând că „geniul este capacitatea de a genera propriul rezultat”.

## Science-fiction
Tarde a scris, de asemenea, o povestire științifico-fantastică intitulată Fragment d'histoire future (1896). Ea prezintă povestea postapocaliptică a unui Pământ devastat de o nouă Eră Glaciară. Omenirea trebuie să reconstruiască o nouă civilizație subterană. Supraviețuitorii decid să pună bazele unei societăți utopice cu accent pe muzică și artă.

## Influențe
- Sigmund Freud a construit teoria mulțimilor pe baza ideilor lui Tarde cu privire la imitație și sugestie.[19]
- Everett Rogers a promovat „legile imitației” ale lui Tarde în cartea Difuzarea inovației (1962).
- De la sfârșitul anilor 1990 și inclusiv astăzi, creațiile lui Tarde au experimentat o renaștere.[20] Stimulat de relansarea eseului Monadologie et Sociologie de către Institutul Synthelabo, sub îndrumarea lui Eric Alliez, fostul student al lui Gilles Deleuze, opera lui Tarde a fost redescoperită ca un precursor al teoriei postmoderniste franceze, care i-ar fi influențat pe filozofii sociali Gilles Deleuze și Félix Guattari.

## Lucrări
- La criminalité comparée (1886)
- La philosophie pénale (1890)
- Les lois de l'imitation (1890)
- Les transformations du droit. Étude sociologique (1891)
- Monadologie et sociologie (1893)
- La logique sociale (1895)
- Fragment d'histoire future (1896)
- L’opposition universelle. Essai d'une théorie des contraires (1897)
- Écrits de psychologie sociale (1898)
- Les lois sociales. Esquisse d'une sociologie (1898)
- L'opinion et la foule (1901)
- La psychologie économique (1902–1903)
- Fragment d'histoire future (1904)